# Sébastien Valiela
Sébastien Valiela, né le 18 mars 1971  est un paparazzo français.  

## Biographie
Il est connu notamment pour avoir révélé l'existence de Mazarine Pingeot, fille adultérine du président de la République française François Mitterrand, en 1994, et la liaison du président François Hollande avec l'actrice Julie Gayet, en 2014.
Il est l'auteur de plus de 600 couvertures de magazines dans le monde. 
C'est un chroniqueur à la télévision dans Touche pas à mon poste ! pendant la saison 2019-2020 sur C8.
Ses photos de l'assaut de la Brigade de recherche et d'intervention (BRI) à l'Hyper Cacher de Vincennes le 9 janvier 2015 feront 143 couvertures dans le monde entier,[source insuffisante].
Par ailleurs, le mensuel Faits et Documents (n°469, septembre 2019) mais aussi Midi libre rapportent son rôle dans l'affaire Benalla. Il ressort de sa perquisition libre.
Travaillant pour l'agence BestImage dirigée par Mimi Marchand,  il est mis en examen le  18 juin 2021 pour « recel de violation du secret professionnel ». Il est  placé sous contrôle judiciaire, dans le cadre de l’enquête sur les photos de l’arrestation de Piotr Pavlenski accompagné de sa compagne Alexandra de Taddeo en février 2020,. La semaine suivante, Paris Match diffuse les photos  montrant Piotr Pavlenski allongé à plat ventre sur le sol les mains entravées par des menottes.

### Affaire Karine Le Marchand (2020–2025)
En février 2020, Sébastien Valiela photographie la fille mineure de l’animatrice Karine Le Marchand à sa sortie de garde à vue. Les clichés sont remis à Michèle « Mimi » Marchand, qui réclame 3 000 € pour empêcher leur diffusion. Le 1ᵉʳ juillet 2025, le tribunal correctionnel de Paris condamne Valiela à six mois de prison avec sursis pour « recel de violation du secret professionnel », car il avait été informé de la garde à vue de la fille de Karine Le Marchand par un policier.

## Publications
- Paparazzo, Éditions Michalon, 2014[14]